# Charles François de Mondion
Charles François de Mondion (5 octobre 1681 à Paris - 25 décembre 1733 à La Valette) est un ingénieur militaire et architecte français, élève de Vauban, principalement connu pour ses réalisations à Malte pour le compte de l'ordre de Saint-Jean de Jérusalem.

## Biographie
Charles François de Mondion naît à Paris, rue du Bac, le 5 octobre 1681. Il est le fils de Jacques de Mondion de Semple (né à Cheillé en 1647), écuyer, seigneur de la Cour en Berruyer et de Robigny, soldat aux Gardes françaises dans la compagnie de Fourille, puis capitaine ingénieur du roi, et d'Élisabeth Gion (ou Guion) qui se marient le 7 juin 1680 à l'église Saint-Sulpice de Paris.
Après les traités d'Utrecht en 1713, Louis XIV, en tant que chef de la maison des Bourbon, considère Malte comme un fief. Il décide d'envoyer à l'Ordre deux ingénieurs militaires afin d'améliorer les fortifications. Il envoie donc René Jacob de Tigné comme « l'un des ingénieurs les plus expérimentés » accompagné pour l'assister de Mondion qui est décrit comme « une personne brillante, qui avait été élève à bonne école sous la direction de feu le maréchal de Vauban ».
Tigné et Mondion arrivent à Malte peu avant le 1er février 1715, sous le magistère du 64e grand maître, Raimondo Perellos y Roccafull. Tigné est rappelé en France dès la fin de 1715, probablement à cause de la crise politique qui succède à la mort de Louis XIV, mais Mondion est autorisé à rester sur place et commence les travaux préparatoires puis la construction du Fort Manoel.
Mais c'est l'arrivée à la tête de l'Ordre en 1722 du 66e grand maître, le portugais António Manoel de Vilhena qui va ouvrir de nombreuses perspectives artistiques à Mondion. Le nouveau dirigeant se lance en effet dans d'ambitieux travaux d’embellissements de bâtiments publics, de rénovation de la vieille cité de L-Imdina et de développement de la nouvelle ville de Il-Furjana et nomme Mondion à la tête de la plupart de ces projets.
En reconnaissance de son action au profit de l'Ordre, Mondion est nommé chevalier de l'ordre de Saint-Jean de Jérusalem le 15 février 1723, à titre de « chevalier de grâce, sans preuve ni arme » par António Manoel de Vilhena.
Il meurt précocement en 1733. Il est inhumé dans la chapelle dédiée à saint Antoine de Padoue à l'intérieur du Fort Manoel.

## Œuvres

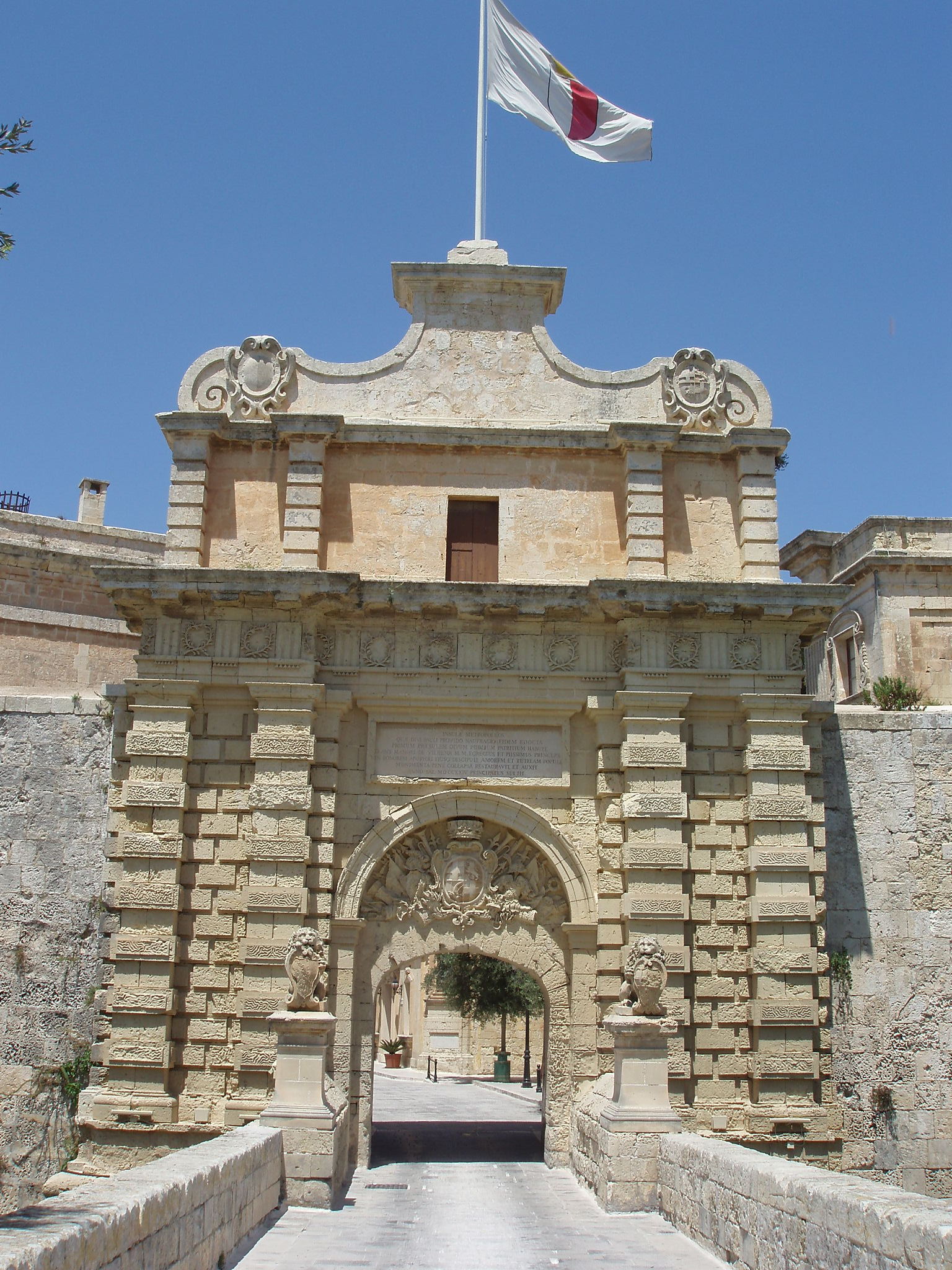
Porte d'entrée de la cité fortifiée de Mdina
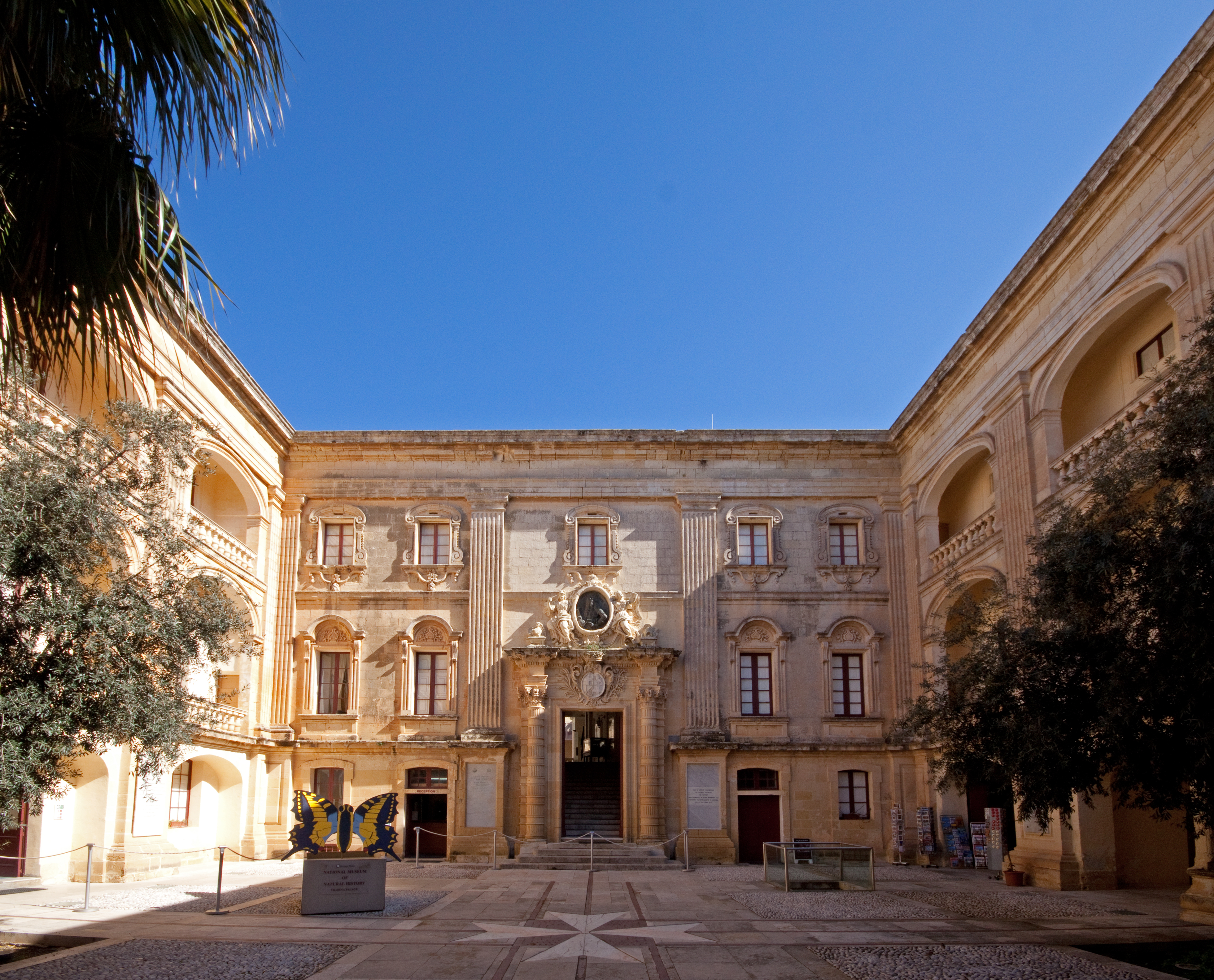
Palais Vilhena
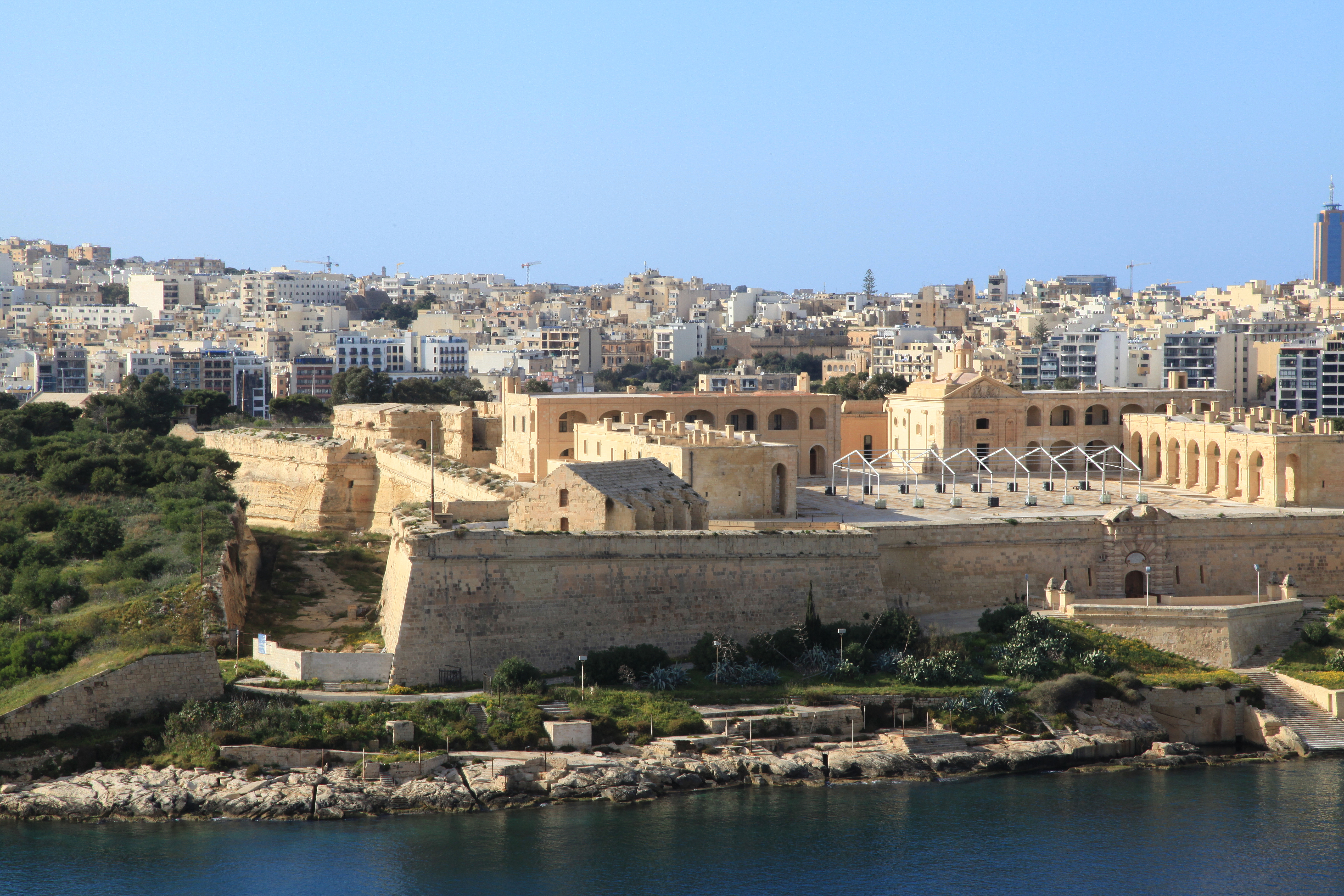
Fort Manoel
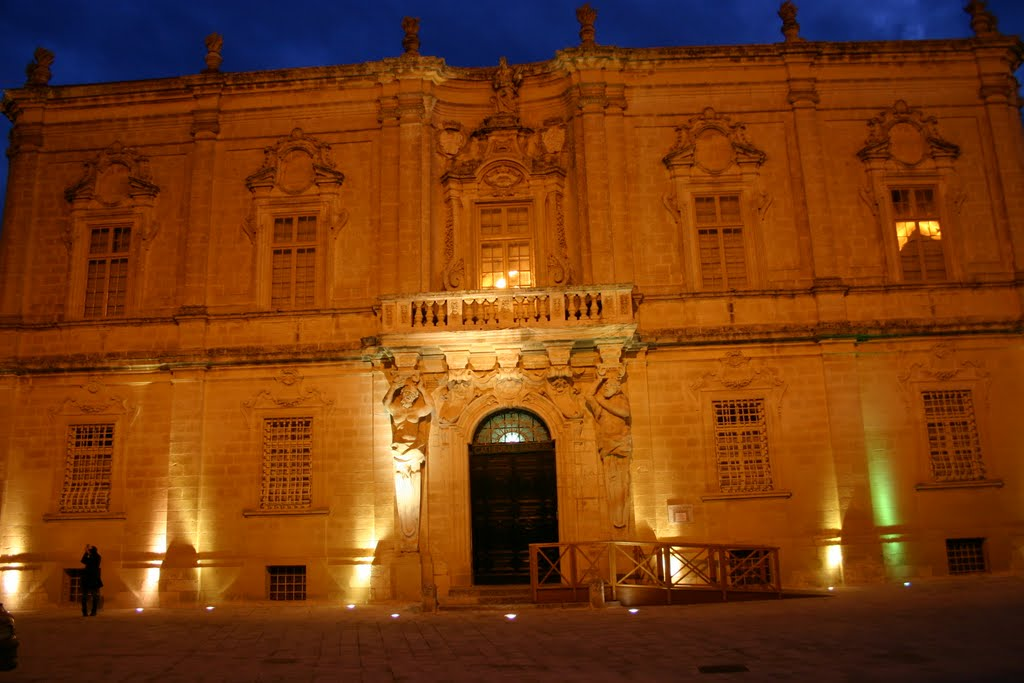
Musée de la Cathédrale de Mdina (ancien séminaire)
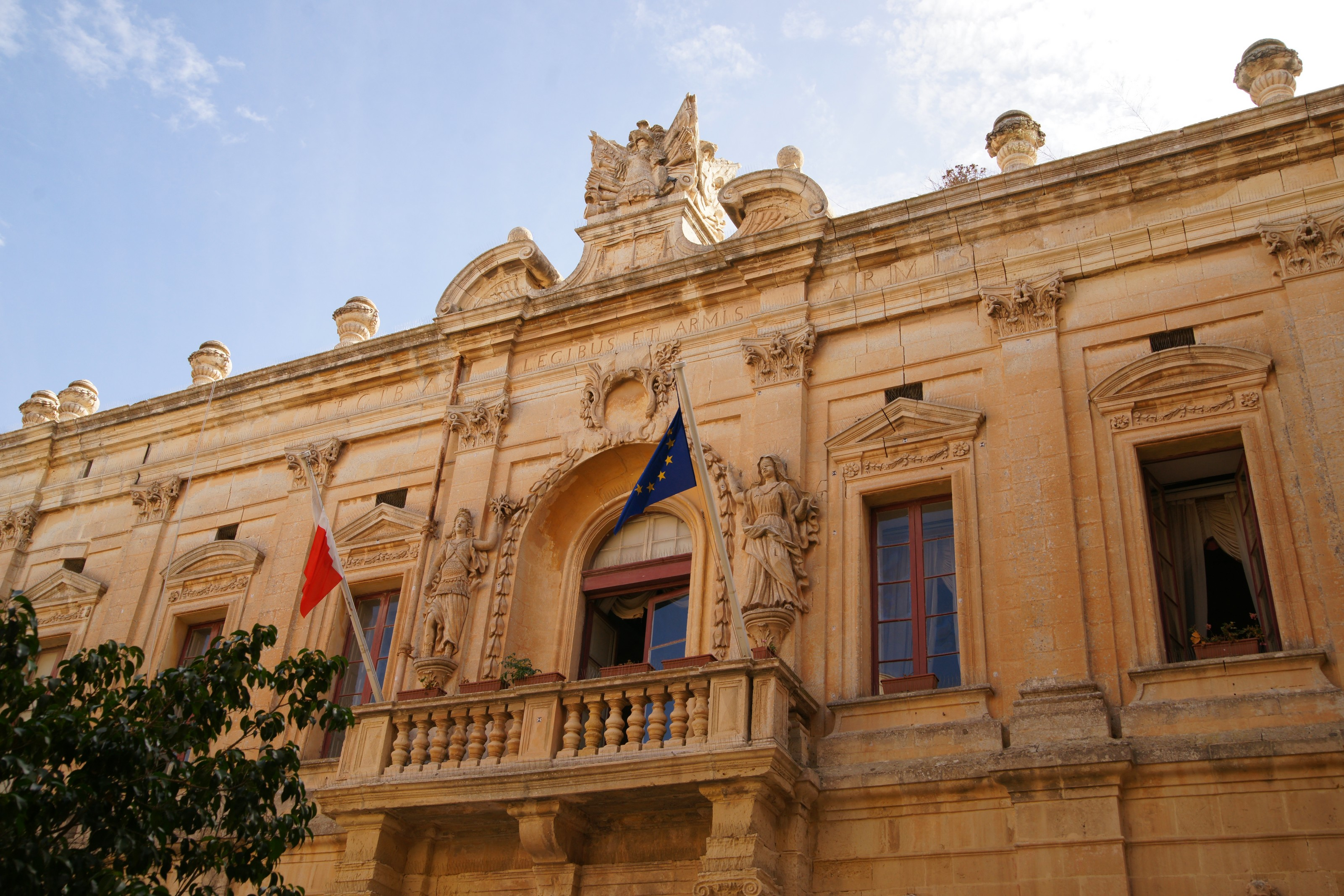
Corte Capitanale à Mdina
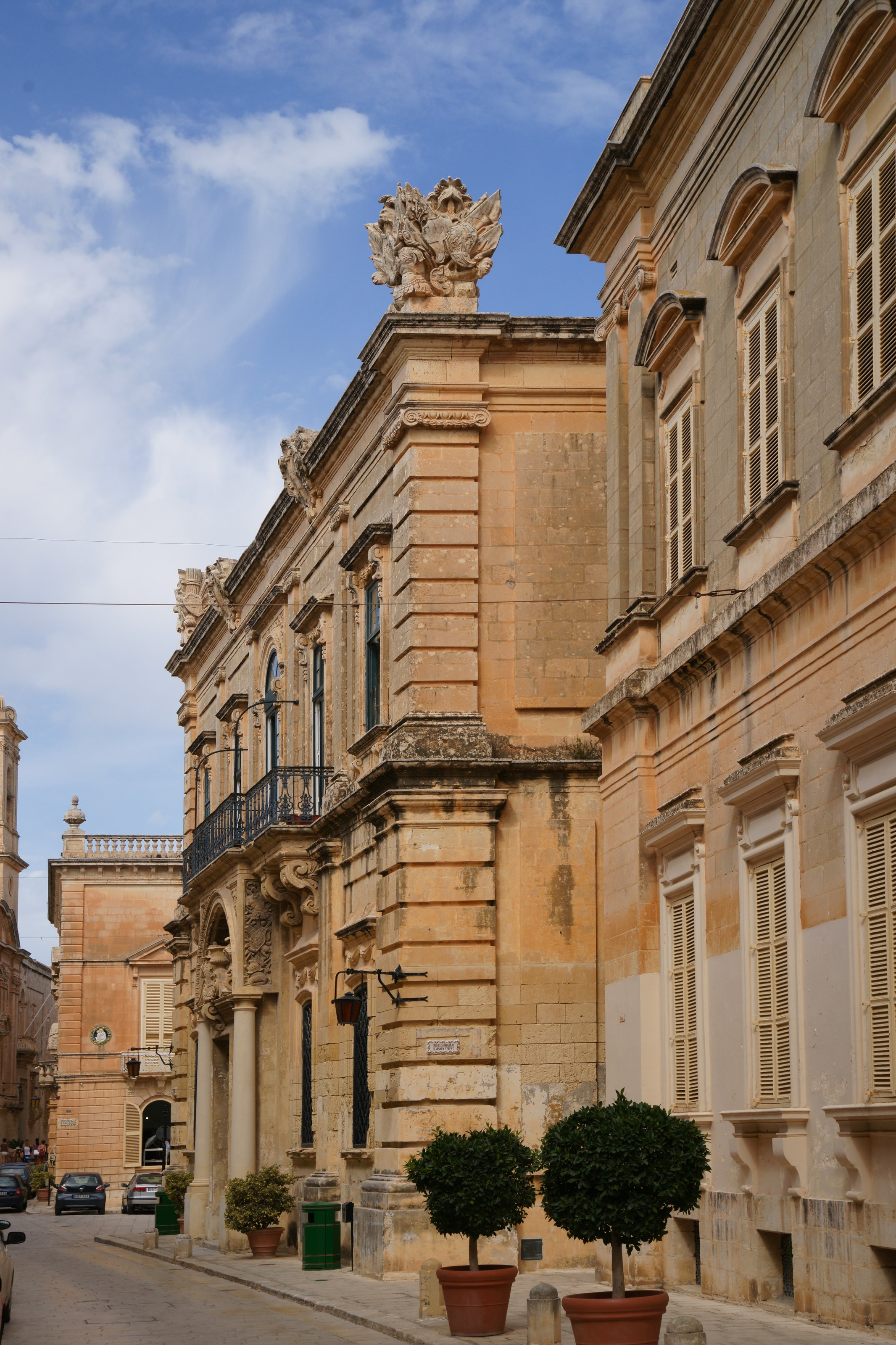
Banca Giuratale à Mdina

- Palais Vilhena : construit en 1726 à Mdina pour le grand maître Vilhena. Il abrite aujourd'hui le musée national des sciences naturelles de Malte
- Fort Manoel : fortification située sur un ilot du Marsamxett Harbour. Les travaux débutèrent en 1723 et se poursuivront sous la direction de Mondion. Il sera enterré dans une chapelle du fort qui porte le prénom du grand maître Vilhena.
- Porte d'entrée de la cité fortifiée de Mdina, dite aussi Porta Reale
- Séminaire de Mdina (actuellement Musée de la cathédrale) : Bâti sur la commande de Paul Alphéran de Bussan qui a demandé à Mondion d'intégrer des Atlantes dans le portail à la façon de Pierre Puget[5].
- Le palais Corte Capitanale (palais de justice) à Mdina, construit entre 1726 et 1728[6]
- La Banca Giuratale ou Casa della Citta à Mdina, construit entre 1726 et 1728[6].
- Développement urbain de la ville de Floriana.

## Sources
- (en) Denis de Lucca, Mondion : the achievement of a french military engineer working in Malta in the early eighteenth century, Sta Venera (Malta), Midsea Books, 2003, 94 p. (ISBN 99932-39-24-0)